# Жункал
Жункал (порт. Juncal) — район (фрегезия) в Португалии, входит в округ Лейрия. Является составной частью муниципалитета Порту-де-Мош. По старому административному делению входил в провинцию Эштремадура. Входит в экономико-статистический субрегион Пиньял-Литорал, который входит в Центральный регион. Население составляет 3241 человек на 2001 год. Занимает площадь 26,67 км².